# Вергейчик, Елена Ефимовна
Елена Ефимовна Вергейчик (бел. Алена Яфімаўна Вяргейчык; 5 января 1942, Новоселки, Хойникский район — 17 июля 2016) — советский и белорусский животновод, Герой Социалистического Труда (1973).

## Биография
Родилась 5 января 1942 года в деревне Новоселки Хойникского района. Закончила зооветтехникум в Речице. С 1960 года работает телятницей в совхозе «Судково», а с 1976 года — бригадир бригады по откормке молодняка крупного рогатого скота этого же совхоза.
Звание Героя Социалистического труда присвоено в 1973 году за успехи в выполнении обязательств по увеличению производительности и заготовке продуктов животноводства. Член Президиума Верховного Совета БССР и депутат Верховного Совета БССР в 1971-75 гг. Награждена двумя орденами Ленина.
Избиралась членом Хойникского райкома Компартии Белоруссии, депутатом Верховного Совета Белорусской ССР 8-го созыва (1971-1975; член Президиума) и местных Советов депутатов трудящихся (с 1977 года — народных депутатов). Делегат XXV съезда КПСС (1976), XXIX съезда КП Белоруссии (1981)
Жила в Хойникском районе Гомельской области.

## Награды
- Герой Социалистического Труда (1973)
- Два Ордена Ленина
- Золотая медаль «Серп и Молот»

## Память
- Стела на Аллее Славы в Хойниках в честь Е. Е. Вергейчик.
- Одна из экспозиций в музее боевой и трудовой славы Речицкого аграрного колледжа посвящена Е. Е. Вергейчик, окончившей данное учебное заведение[3].